# Miss Univers 2021
 (novembre 2021).
Si vous disposez d'ouvrages ou d'articles de référence ou si vous connaissez des sites web de qualité traitant du thème abordé ici, merci de compléter l'article en donnant les références utiles à sa vérifiabilité et en les liant à la section « Notes et références ».
 (novembre 2021).
Miss Univers 2021 est le 70e concours de Miss Univers, qui se tient le 12 décembre 2021 à Eilat, en Israël. Il s'agit du premier concours organisé au Moyen-Orient depuis 2000.
La gagnante est Harnaaz Sandhu, Miss Diva 2021, qui est la troisième Indienne à remporter ce concours.

## Organisation du concours

### Lieu et date
En janvier 2021, il est rapporté que l'organisation de Miss Univers aimerait que l’édition 2021 du concours se déroule au Costa Rica. Les négociations sont ensuite confirmées par Gustavo Segura, ministre costaricain du Tourisme,. En mai 2021, lors d’un entretien, Andrea Meza, Miss Univers 2020, déclare que l’édition 2021 du concours se tiendra à la fin de l'année.
Le 26 octobre 2021, l'organisation annonce que la 70e élection se déroulera le 12 décembre 2021 à Eilat en Israël.

### Hôte et interprète
Le 20 juillet 2021, l'organisation confirme que Steve Harvey animera la finale pour la sixième fois, après avoir raté l'édition précédente du concours qui s'est tenue en mai de la même année en raison des incertitudes liées à la pandémie de COVID-19 en cours. Le 27 octobre, la chanteuse israélienne Noa Kirel est annoncée comme interprète invitée.

### Sélection des participants
Des concurrentes de 66 pays et territoires ont été sélectionnées pour participer au concours. Quarante-neuf ont été les gagnantes du concours national de leur pays, tandis que dix-sept ont été désignées après avoir été finalistes de leur concours national ou après avoir été sélectionnées via un processus de casting.
Une candidate a été désignée après le retrait de la candidate initiale. Amandine Petit, qui avait été sacrée Miss France 2021, devait initialement concourir à Miss Univers 2021, tandis que Clémence Botino, qui avait été sacrée Miss France 2020, était censée concourir à Miss Univers 2020. Un basculement a été opéré entre les deux femmes en raison d'un conflit de date potentiel entre Miss Univers 2021 et Miss France 2022, à laquelle Amandine Petit était contractuellement tenue d'être présente.

## Classement final
| Résultat final    | Candidate |
| ----------------- | --- |
| Miss Univers 2021 | - 🇮🇳Inde – Harnaaz Sandhu |
| 1re dauphine      | - Paraguay – Nadia Ferreira |
| 2e dauphine       | - Afrique du Sud – Lalela Mswane |
| Top 5             | - Colombie – Valeria Ayos - Philippines – Beatrice Gomez |
| Top 10            | - Aruba – Thessaly Zimmerman - Bahamas – Chantel O’Brian - États-Unis – Elle Smith - France – Clémence Botino - Porto Rico – Michelle Colón                                          |

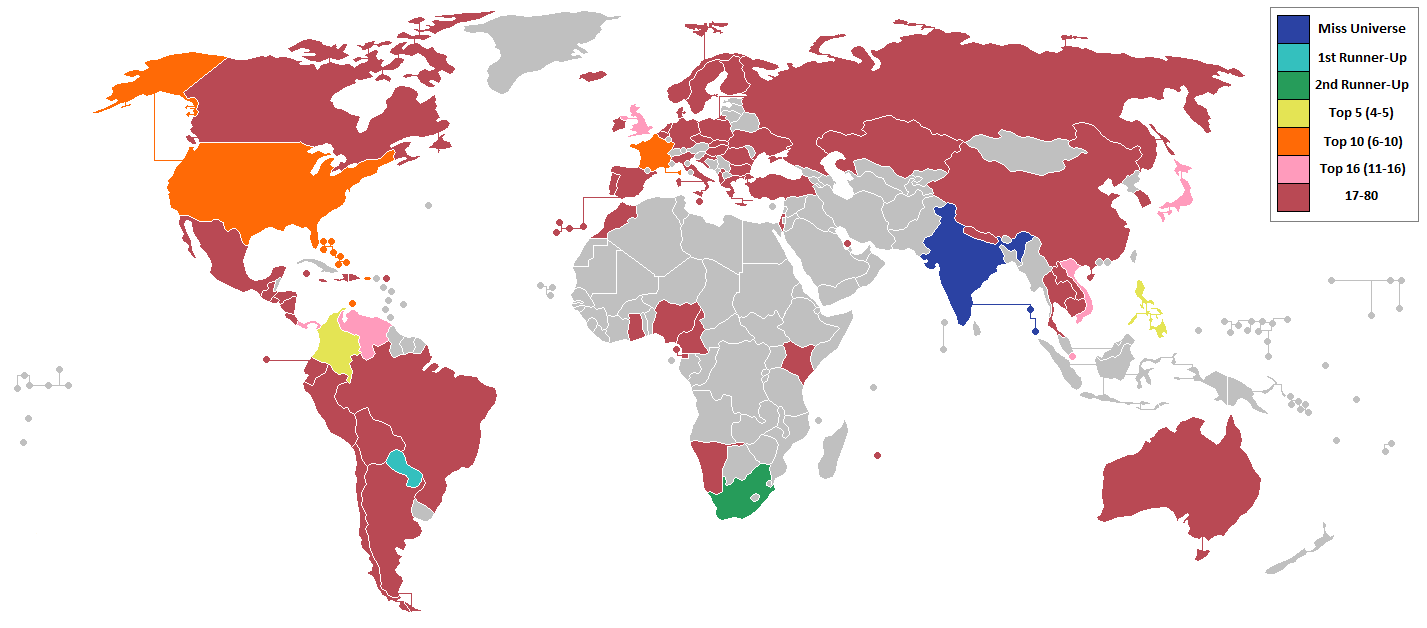
Pays et territoires ayant participé à Miss Univers 2021.

| Top 16            | - Japon – Juri Wantanabe - Panama – Brenda Smith - Royaume-Uni – Emma Rose Collingridge - Singapour – Nandita Banna - Venezuela – Luiseth Materán - Vietnam – Nguyễn Huỳnh Kim Duyên |

## Candidates
| Pays / Territoire représenté | Candidates                   | Âge    | Taille | Ville natale            |
| ---------------------------- | ---------------------------- | ------ | ------ | ----------------------- |
| Afrique du Sud               | Lalela Mswane                | 24 ans | 1,75 m | Richards Bay            |
| Albanie                      | Ina Dajci                    | 27 ans | 1,71 m | Tirana                  |
| Allemagne                    | Eloisa Jo-Hannah Seifer      | 19 ans | 1,75 m | Düsseldorf              |
| Argentine                    | Julieta Garcia               | 22 ans | 1,78 m | Bahía Blanca            |
| Aruba                        | Thessaly Zimmerman           | 27 ans | 1,77 m | Oranjestad              |
| Arménie                      | Nane Avetisyan               | 24 ans | 1,69 m | Erevan                  |
| Australie                    | Daria Varlamova              | 27 ans | 1,75 m | Melbourne               |
| Bahamas                      | Chantel O'Brian              | 27 ans | 1,70 m | Nassau                  |
| Bahreïn                      | Manar Nadeem Deyani          | 25 ans | 1,57 m | Riffa                   |
| Belgique                     | Kedist Deltour               | 24 ans | 1,75 m | Nazareth                |
| Bolivie                      | Nahemi Uequin Antelo         | 20 ans | 1,80 m | Santa Cruz de la Sierra |
| Brésil                       | Teresa Santos                | 23 ans | 1,75 m | Maranguape              |
| Bulgarie                     | Elena Danova                 | 21 ans | 1,75 m | Krichim                 |
| Cambodge                     | Marady Ngin                  | 22 ans | 1,65 m | Phnom Penh              |
| Cameroun                     | Michele-Ange Minkata         | 27 ans | 1,75 m | Yaoundé                 |
| Canada                       | Tamara Jemuovic              | 27 ans | 1,75 m | Toronto                 |
| Chili                        | Antonia Figueroa             | 26 ans | 1,77 m | La Serena               |
| Chine                        | Shiyin Yang                  | 20 ans | 1,78 m | Pékin                   |
| Colombie                     | Valeria Ayos                 | 27 ans | 1,76 m | Carthagène              |
| Corée du Sud                 | Jisu Kim                     | 23 ans | 1,72 m | Séoul                   |
| Costa Rica                   | Valeria Rees                 | 28 ans | 1,75 m | Heredia                 |
| Croatie                      | Ora Ivanišević               | 20 ans | 1,84 m | Dubrovnik               |
| Curaçao                      | Shariëngela Cijntje          | 27 ans | 1,71 m | Willemstad              |
| Danemark                     | Sara Langtved                | 26 ans | 1,67 m | Copenhague              |
| Espagne                      | Sarah Loinaz                 | 23 ans | 1,78 m | Saint-Sébastien         |
| Équateur                     | Suzy Sacoto Mendoza          | 24 ans | 1,70 m | Portoviejo              |
| États-Unis                   | Elle Smith                   | 23 ans | 1,75 m | Louisville              |
| Finlande                     | Essi Unkuri                  | 23 ans | 1,72 m | Vaasa                   |
| France                       | Clémence Botino              | 24 ans | 1,75 m | Baie-Mahault            |
| Ghana                        | Silvia Naa Morkor Commodore  | 26 ans | 1,80 m | Accra                   |
| Grèce                        | Sofia Arapogianni            | 22 ans | 1,74 m | Ithaque                 |
| Guatemala                    | Dannia Guevara Morfin        | 24 ans | 1,78 m | Ayutla                  |
| Guinée équatoriale           | Martina Mituy Avomo          | 19 ans | 1,75 m | Ebebiyín                |
| Haïti                        | Pascale Bélony               | 28 ans | 1,72 m | Cap-Haïtien             |
| Honduras                     | Rose Meléndez                | 27 ans | 1,77 m | Limón                   |
| Hongrie                      | Jázmin Viktória              | 20 ans | 1,80 m | Budapest                |
| Îles Caïmans                 | Georgina Kerford             | 18 ans | 1,71 m | George Town             |
| Îles Vierges britanniques    | Xaria Penn                   | 18 ans | 1,83 m | Tortola                 |
| Inde                         | Harnaaz Sandhu               | 21 ans | 1,73 m | Chandigarh              |
| Irlande                      | Katharine Walker             | 26 ans | 1,75 m | Belfast                 |
| Islande                      | Elisa Gróa Steinþórsdóttir   | 22 ans | 1,70 m | Garðabær                |
| Israël                       | Noa Cochva                   | 22 ans | 1,75 m | Bnei Atarot             |
| Italie                       | Caterina Di Fuccia           | 23 ans | 1,75 m | Marcianise              |
| Jamaïque                     | Daena Soares                 | 22 ans | 1,77 m | Mona                    |
| Japon                        | Juri Watanabe                | 25 ans | 1,72 m | Tokyo                   |
| Kazakhstan                   | Aziza Tokachova              | 27 ans | 1,78 m | Almaty                  |
| Kenya                        | Roshanara Ebrahim            | 28 ans | 1,77 m | Nairobi                 |
| Kosovo                       | Shkurtesa Sejdiju            | 19 ans | 1,71 m | Gjilan                  |
| Laos                         | Tonkham Phonchanueang        | 26 ans | 1,74 m | Vientiane               |
| Malte                        | Jade Cini                    | 26 ans | 1,74 m | La Valette              |
| Maroc                        | Kawtar Benhalima             | 22 ans | 1,73 m | Marrakech               |
| Maurice                      | Anne Murielle Ravina         | 26 ans | 1,75 m | Rodrigues               |
| Mexique                      | Débora Hallal                | 25 ans | 1,78 m | Los Mochis              |
| Namibie                      | Chelsi Shikongo              | 24 ans | 1,82 m | Walvis Bay              |
| Népal                        | Sujita Basnet                | 28 ans | 1,68 m | Katmandou               |
| Nicaragua                    | Allison Wassmer              | 26 ans | 1,70 m | Managua                 |
| Nigeria                      | Maristella Okpala            | 28 ans | 1,78 m | Anambra                 |
| Norvège                      | Nora Nakken                  | 23 ans | 1,74 m | Trondheim               |
| Panama                       | Brenda Smith                 | 27 ans | 1,72 m | Panama                  |
| Paraguay                     | Nadia Ferreira               | 22 ans | 1,76 m | Villarrica              |
| Pays-Bas                     | Julia Sinning                | 24 ans | 1,80 m | Amsterdam               |
| Pérou                        | Yely Rivera                  | 27 ans | 1,78 m | Arequipa                |
| Philippines                  | Beatrice Gomez               | 26 ans | 1,75 m | Cebu                    |
| Pologne                      | Agata Wdowiak                | 25 ans | 1,83 m | Łódź                    |
| Portugal                     | Oricía Dos Santos            | 27 ans | 1,71 m | Lisbonne                |
| Porto Rico                   | Michelle Marie Colón         | 21 ans | 1,81 m | Loíza                   |
| République dominicaine       | Debbie Aflalo                | 27 ans | 1,79 m | Azua de Compostela      |
| République tchèque           | Karolína Kokešovà            | 25 ans | 1,75 m | Prague                  |
| Roumanie                     | Olimpia Elena Carmina Coftas | 21 ans | 1,79 m | Cluj-Napoca             |
| Royaume-Uni                  | Emma Collingridge            | 23 ans | 1,67 m | Suffolk                 |
| Russie                       | Ralina Arabova               | 22 ans | 1,73 m | Kazan                   |
| Salvador                     | Alejandra Gavidia            | 25 ans | 1,66 m | San Salvador            |
| Singapour                    | Nandita Banna                | 21 ans | 1,75 m | Singapour               |
| Slovaquie                    | Veronika Sčepánkova          | 26 ans | 1,90 m | Bratislava              |
| Suède                        | Moa Sandberg                 | 25 ans | 1,80 m | Stockholm               |
| Thaïlande                    | Anchilee Scott-Kemmis        | 22 ans | 1,83 m | Chachoengsao            |
| Turquie                      | Cemrenaz Turhan              | 23 ans | 1,82 m | Istanbul                |
| Ukraine                      | Hanna Neplyakh               | 27 ans | 1,71 m | Dnipro                  |
| Venezuela                    | Luiseth Materán              | 25 ans | 1,78 m | Los Teques              |
| Vietnam                      | Kim Duyên Nguyễn Huỳnh       | 25 ans | 1,75 m | Cần Thơ                 |

## Observations